# Association sportive des FAR (volley-ball)
Pour les articles homonymes, voir Association sportive des FAR.
La section volley-ball est l'une des nombreuses sections du club omnisports marocain Association sportive des Forces armées royales.

## Histoire
La section volley-ball de l'Association sportive des FAR a été créée en 1973 soit quinze ans après la création du club. Cette section est la sixième discipline créée par le club omnisports.

## Palmarès

### Section masculine
- Championnat du Maroc (6)
  - Vainqueur : 2005, 2014, 2016, 2018, 2019, 2020
- Coupe du Trône (9)
  - Vainqueur : 2004, 2012, 2013, 2014, 2015, 2016, 2018, 2019, 2020
- Supercoupe du Maroc (4)
  - Vainqueur : 2012, 2013, 2014, 2016

### Section féminine
- Championnat du Maroc
  - Vainqueur : 2022, 2023
- Coupe du Trône
  - Vainqueur : 2023

## Club Omnisports
- Association sportive des FAR (omnisports)
- Association sportive des FAR (football)
- Association sportive des FAR (basket-ball)
- Association sportive des FAR (basket-ball féminin)
- Association sportive des FAR (handball)